# La Regrippière
 La Regrippière  es una población y comuna francesa, situada en la región de Países del Loira, departamento de Loira Atlántico, en el distrito de Nantes y cantón de Vallet.

## Demografía
| 984 | 957 | 850 | 905 | 1093 | 1088 |
| Para los censos de 1962 a 1999 la población legal corresponde a la población sin duplicidades (Fuente: INSEE [Consultar]) |     |     |     |      |      |